# أليسون أليوت
أليسون أليوت (بالإنجليزية: Alison Elliot)‏ هي عالمة نفس بريطانية، ولدت في 1948 في إدنبرة في المملكة المتحدة.